# Crap la Pala
Der Crap la Pala (2151 m ü. M.) ist ein Berg in Lenzerheide im Kanton Graubünden (Schweiz). Der rätoromanische Name bedeutet «Fels mit abfallendem Wiesland»
Der Berg ist von mehreren Seiten hervorragend durch Wanderwege (Grad T3) erschlossen. Im Winter ist der Berg für Skiwanderer und -tourer zugänglich. Vom Crap la Pala aus hat man eine Panoramasicht auf Lenzerheide, das Oberhalbstein, den Heinzenberg, das Domleschg und Teile der Surselva.